# 31 décembre 1988
Le samedi 31 décembre 1988 est le 366e jour de l'année 1988.

## Naissances
- Álex Colomé, joueur de baseball dominicain
- Alain Traoré, joueur de football burkinabé
- Andreas Dreitz, triathlète allemand
- Joyce Cousseins-Smith, joueuse de basket-ball française
- Kyle Johnson, joueur de basket-ball canadien
- Michal Řepík, joueur de hockey sur glace tchèque
- Mira Rai, athlète népalaise spécialiste de skyrunning et d'ultra-trail
- Noufou Minoungou, cycliste burkinais
- Tijan Jaiteh, joueur de football gambien
- Virginie Sainsily, journaliste, reporter, présentatrice française
- Youssouf Sanou, joueur de football burkinabé

## Décès
- Henri Madoré (né le 11 avril 1928), poète français
- L. Austin Jr Oliver (né le 24 mai 1903), ornithologue américain
- Manuel Gary (né le 9 février 1912), acteur français
- Nicolas Calas (né le 27 mai 1907), poète grec

## Événements
- Ronald Reagan et George Bush Sr sont cités à comparaître dans le procès du colonel Oliver North impliqué dans l'affaire de l'Irangate.
- Fin de la série télévisée Dino Riders
- Sortie du jeu vidéo Kenseiden
- Constitution des municipalités de Louiseville et Saint-Polycarpe au Québec